# Stephen Sanchez
Pour les articles homonymes, voir Sanchez.
Stephen Christopher Sanchez (né le 3 novembre 2002 à El Dorado Hills en Californie) est un auteur-compositeur-interprète américain.
Basé à Nashville, il sort son premier EP What Was, Not Now en octobre 2021. Le 1er septembre 2021, Sanchez sort le single Until I Found You, qui atteint la 23e place du Billboard Hot 100, la 8e place des classements australien ARIA et la 14e place du UK Singles Chart. La chanson est nommée en 2023 aux Billboard Music Awards et aux MTV Video Music Awards, respectivement, dans les catégories « Performance Push de l'année » et la « Meilleure chanson rock ». Il reçoit également des nominations pour les iHeartRadio Music Awards et les People's Choice Awards dans la catégorie « Nouvel artiste de l'année ».

## Carrière
En juin 2020, Sanchez publie une reprise de Cigarette Daydreams de Cage the Elephant sur TikTok ; où il se constitue un public grâce à des publications régulières, attirant plus de 122 000 abonnés sur l'application.
Après avoir partagé un extrait de Lady by the Sea, l'auteur-compositeur-interprète Jeremy Zucker lui propose de produire une version officielle, sortie en juillet 2020 ; permettant à Sanchez de signer un contrat avec Republic Records. Le 1er septembre 2021, Stephen Sanchez publie le morceau Until I Found You, qui peut se trouver dans l'EP Easy on My Eyes (2022) et dans l'album Angel Face (2023). Très rapidement le morceau est un énorme succès. il se classe dans de nombreux classements musicaux mondiaux et devient sept fois disque de platine en Australie, quatre fois disque de platine aux États-Unis et décroche de nombreux autres aux disque de platine dans d'autres pays tel que le Brésil, le Canada ou la France. Le 22 avril 2022, sort un remix de la chanson comprenant un duo avec la chanteuse Em Beihold.
Pour son premier EP What Was, Not Now, sorti en octobre 2021, il travaille avec le producteur Ian Fitchuk. Le 4 novembre 2022, il sort un single avec Ashe, intitulé Missing You. Le 25 janvier 2023, il sort un single intitulé Evangeline qui précède sa tournée phare.
Sanchez est invité dans The Tonight Show Starring Jimmy Fallon pour promouvoir la chanson et sa tournée en tête d'affiche. Il y interprète sa chanson Evangeline. Le 28 avril 2023, le chanteur sort son nouveau single appelé Only Girl.
Le 25 juin 2023, Sanchez fait une apparition sur scène au côté de Elton John jouant Until I Found You au Glastonbury 2023.

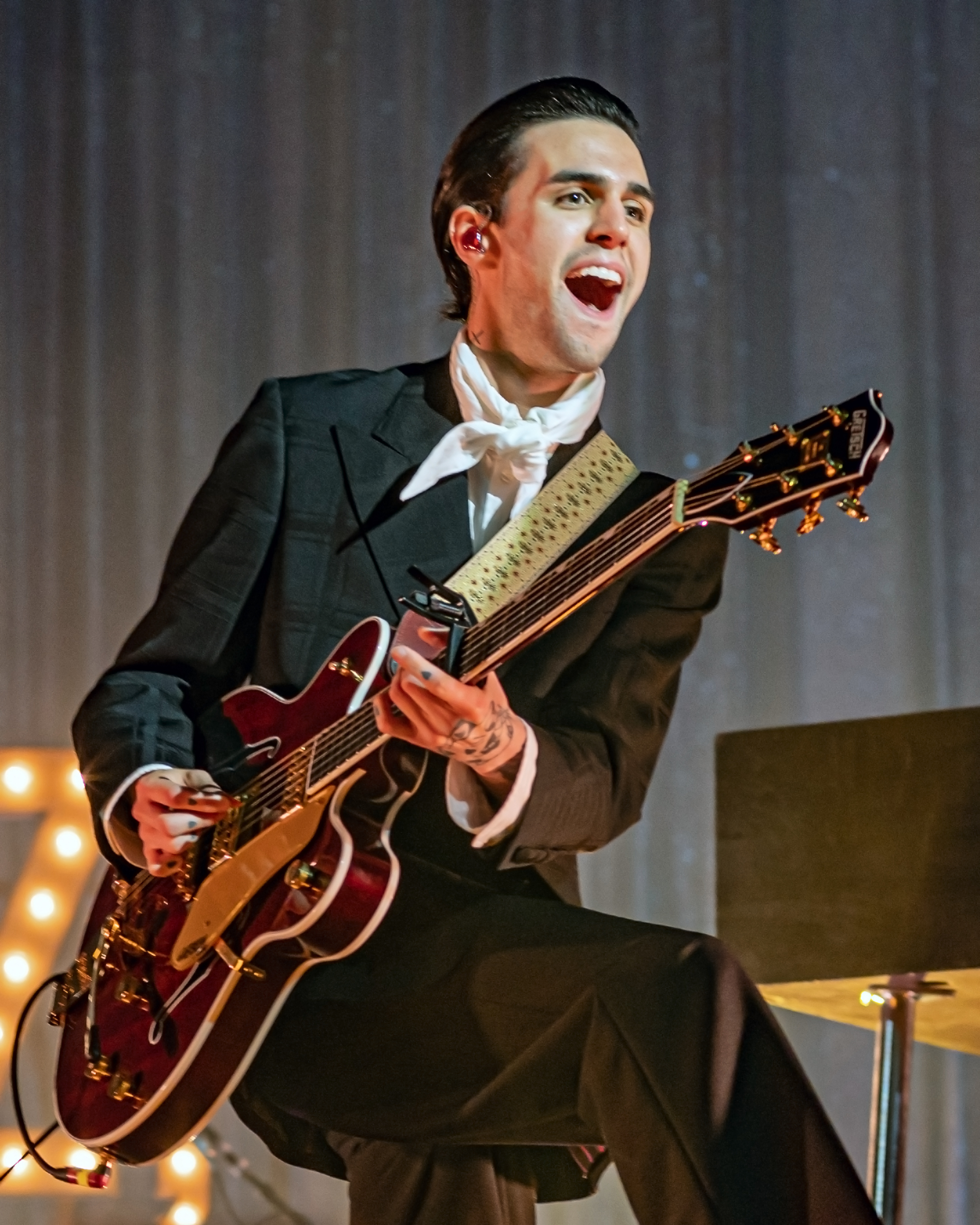
Stephen Sanchez en novembre 2023.

Le premier album du chanteur, Angel Face, sort le 22 septembre 2023. Une version de luxe de l'album, Angel Face (Club Deluxe), est annoncée pour le 26 avril 2024. Il s'agit d'un concept album influencé par la musique des années 1950 retraçant l'histoire de « The Troubadour Sanchez », un personnage fictif devenu célèbre en 1958 grâce à la chanson Until I Found You et qui tombe amoureux d'une femme nommée « Evangeline » qui est la petite amie d'un parrain de la mafia qui à la fini par le tuer à la fin de l'album. L'album est bien reçu par les critiques, Allmusic en conclut « ce sont les singles qui maintiennent l'intérêt d'Angel Face, ce qui est ironique, étant donné que la période qu'il fétichise favorisait certainement les singles au détriment des disques 33 tours. En un sens, il a donc touché juste ». Angel Face se classe dans plusieurs classements musicaux du monde, où il atteint la 90e place du Billboard 200, la 23e place des charts australiens et la 178e place des charts français.
Sanchez chante Baby Blue Swimming Suit pour la bande originale du documentaire Disney+ The Beach Boys.

## Style musical
Le style musical de Stephen Sanchez est inspiré par la musique des années 1950 et 1960, une époque musicale qu'il déclare l'avoir fortement influencé dès son plus jeune âge. Sa chanson Evangeline, sortie en 2023, contient un sample de Honey de Bobby Goldsboro, sorti en 1968.

## Discographie

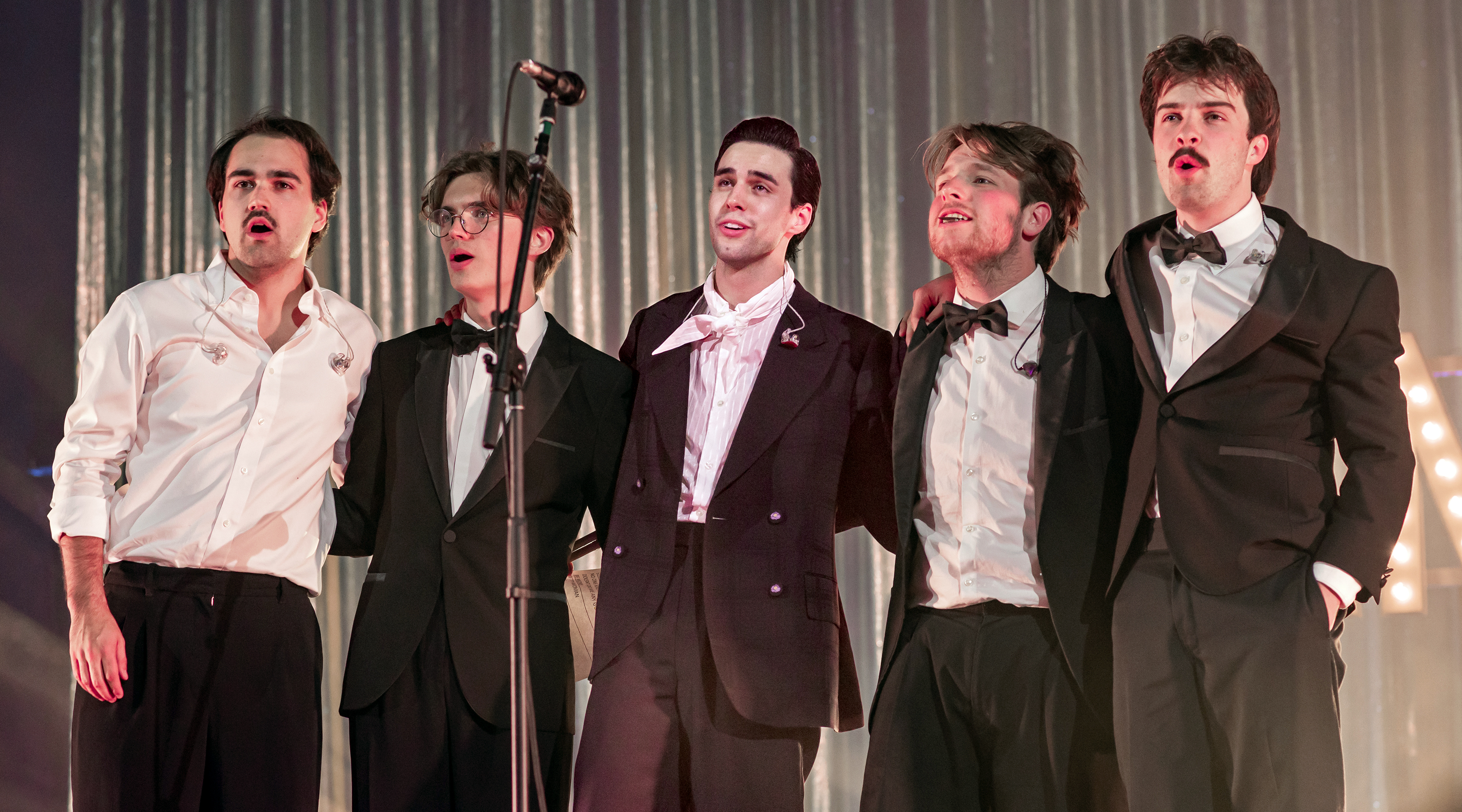
De gauche à droite : Watson Maack (batterie), Jesse Houle (basse), Stephen Sanchez, Brooks Gengenbach (guitare) et Anson Eggerss (piano).

### Albums enregistrés en studios
- 2023 : Angel Face

### EPs
- 2021 : What Was, Not Now
- 2022 : Easy on My Eyes

### Singles
- 2020 : Lady by the Sea
- 2021 : Kayla
- 2021 : Until I Found You
- 2022 : 2000 Miles
- 2022 : Missing You
- 2023 : Evangeline
- 2023 : Only Girl
- 2023 : Be More
- 2023 : High
- 2023 : Silver Bells
- 2024 : Baby Blue Bathing Suit